# Manoella Torres
Gloria Torres Calderón (Nueva York, 21 de abril de 1954), conocida internacionalmente como Manoella Torres y en varias ocasiones llamada "La mujer que nació para cantar", es una cantante estadounidense, de ascendencia puertorriqueña, radicada en México y que, hasta la fecha, no se ha naturalizado mexicana.[cita requerida]
Es conocida por canciones románticas y sugerentes como Ahora que soy libre, Te voy a enseñar a querer, Libre como gaviota y A la que vive contigo, entre muchas otras. Ha realizado 33 producciones discográficas y ha incursionado en diversos géneros musicales a lo largo de sus 60 años de carrera artística (cincuenta si se cuentan a partir del 4 de febrero de 1972, que es cuando debutó oficialmente con su actual nombre artístico). Comparada con Céline Dion por la crítica especializada, ha grabado más de 350 canciones de famosos compositores: Armando Manzanero, Juan Carlos Calderón, Alejandro Jaén, Juan Gabriel, Manuel Alejandro y Rafael Pérez Botija, por mencionar solo algunos.

## Datos biográficos
Gloria Torres Calderón nació en Nueva York el 21 de abril de 1954 y es la mayor de seis hermanos (George, Linda, Richard, Anthony y Romano). Sus padres, Felicia Calderón y Jorge Torres, eran puertorriqueños, pero desde muy jóvenes se fueron a radicar a Nueva York, donde su padre mostró graves problemas de alcoholismo y gran afición al juego. Debido a la difícil situación personal y económica, sus padres se separaron y su madre se vio en la necesidad de enviar a tres de sus hermanos a un internado. Guadalupe Narváez, la abuela materna, se preocupó únicamente por Gloria y evitó que también la mandasen a un internado. Sus abuelos la criaron a partir de los cuatro años y creció a su lado como hija única.

### Inicios
Desde pequeña mostró inquietud por la música y a los cuatro años ya formaba parte del coro de la iglesia. Su abuela fomentó esta afición al inscribirla a clases de piano y diversos concursos de canto y festivales de teatro. Aprendió a hablar español leyendo los periódicos con su abuelo y, gracias a su abuela, descubrió que su mayor pasión era el canto. Sus abuelos solían llevarla al teatro para que disfrutase de artistas mexicanos como Cuco Sánchez, Lola Beltrán, Los Panchos, Lucha Villa y Miguel Aceves Mejía, quienes eran algunos de sus cantantes favoritos y gozaban, en ese tiempo, de enorme popularidad. En cierta ocasión, habiendo ido tras bambalinas para saludar a los artistas, conocieron personalmente a Los Panchos y los invitaron a su casa a comer.
En una oportunidad, cuando apenas tenía seis años, su abuela la llevó en autobús a conocer México. Su primera grabación, Cielito lindo, se realizó en una cabina Voice-O-Graph, la cual permitía al usuario registrar su propia voz en un disco previa inserción de unas monedas.
En 1963, siendo todavía una niña, sus abuelos financiaron la grabación de su primer sencillo. La producción corrió a cargo del puertorriqueño Ismael Santiago, quien se basó en la vida familiar de Gloria para componer las canciones Hogar a medias y Cara sucia. En ese entonces, su nombre artístico era "Rayito de sol" y ese mismo año, en su natal Nueva York, grabó varios comerciales para importantes compañías como Coca-Cola y Bimbo.
A los 12 años de edad, su madre intentó quitársela a su abuela, pero Guadalupe chantajeó a su hija con suicidarse si le quitaba a Gloria. Así, ella y su abuela se trasladaron a México en 1966. Con ayuda de una amiga, contactaron a Alfredo "El Güero" Gil de Los Panchos, quien la contrató para CAMPEI, su propia compañía grabadora. Ese mismo año, con el nombre artístico "Gloria Gil", grabó para RCA Camden su primer álbum, del que se destacaron las canciones Viento de invierno y Tinta verde. El disco no pudo ser promovido porque Gloria tuvo que regresar a los Estados Unidos para continuar sus estudios y, por tanto, el contrato con la discográfica tuvo que rescindirse.
De vuelta en Nueva York, fue contratada por Myrta Silva, cantautora y productora puertorriqueña, quien la apoyó para que en 1969 grabase un álbum de baladas y canciones rítmicas. Este segundo disco, titulado Dulce de coco, fue grabado para la compañía Oro Records y de él sobresalieron la canción homónima y Yo te esperaré, versión en español de Les parapluies de Cherbourg. Myrta Silva recuerda que, cuando la vio y escuchó, de inmediato la contrató porque le pareció una chica "...estudiosa, juiciosa y un poquito temperamental, pero es que lleva muchos años de artista y ése es un síntoma".

### La mujer que nació para cantar
En otro viaje a México, a los 16 años y con un timbre y color de voz bien definidos, fue contratada para Productores Independientes de México por Alfredo Marcelo Gil, hijo de "El Güero" Gil, quien se convirtió en su representante y director artístico. Continuó recibiendo clases de canto para perfeccionar su voz hasta que, en 1971, firmó un contrato discográfico con Columbia Records, mismo que se prolongó por diecisiete años. El 4 de febrero de 1972 se llevó a cabo su lanzamiento con nombre "Manoella Torres". Su primer éxito, El último verano, lo recibió del maestro Armando Manzanero. Cuando el famoso compositor yucateco escuchó su voz y presenció su interpretación de The Impossible Dream, le dijo: "Niñita, tú naciste para cantar". De allí viene el sobrenombre con el que es conocida artísticamente: "La mujer que nació para cantar".
En 1972, cuando tenía 18 años, contrajo matrimonio civil con José Antonio Gutiérrez Mimenza. Los ejecutivos del sello discográfico no querían que nadie se enterase para que no se perjudicase su carrera y, por ende, el asunto se manejó bajo el más estricto secreto de prensa. Al poco tiempo, Manoella comprendió que sus múltiples compromisos profesionales le impedían atender su nuevo hogar y decidió terminar esa relación que había nacido de un impulso juvenil. Ese mismo año participó con la canción La tierra mía en el Festival Internacional da Canção (FIC), celebrado en Brasil.
Fue una de las primeras intérpretes de los temas de Juan Gabriel. Fue la primera en grabar Con tu amor en 1972 y No te buscaré en 1973, mismas canciones que fueron versionadas por Angélica María y Rocío Dúrcal en 1981 y 1986, respectivamente. En 1975 viajó a Puerto Rico para representar a México en el Festival de la Voz y la Canción, donde ganó el primer lugar con El río, tema compuesto por el maestro Felipe Gil.
En 1977 grabó un polémico álbum titulado Acaríciame, para cuya portada se dejó retratar desnuda. El LP tenía una nota que decía: "Prohibido tocar esta canción en la radio" pero, para poder promoverla, solo fue censurada parcialmente, ya que su letra era muy fuerte e impúdica para la época. Fue una de las primeras cantantes latinas que interpretaron temas controvertidos e, igualmente, fue pionera de la revolución sexual femenina en México. La canción que da nombre al disco, escrita por Alejandro Jaén, también fue grabada ese mismo año por el español Juan Bau y por el salvadoreño Álvaro Torres y diez años más tarde, por la mexicana Lupita D'Alessio.
En 1979, el tema Que me perdone tu señora también estuvo a punto de ser vetado. Sin embargo, sí pudo tocarse en la radio y fue un éxito, y le hizo ganar a la vez un lugar entre "Los grandes de Siempre en Domingo", al lado de figuras como Angélica María, Rocío Dúrcal y Vikki Carr, entre otras. La censura, como es costumbre, no hizo sino darle más popularidad a sus temas prohibidos y, por tanto, también a ella misma. El 24 de marzo de 1979, en la "Undécima Entrega Anual de los Premios ACE", la Asociación de Cronistas de Espectáculos de Nueva York la nombró Artista Internacional del Año. Asimismo, fue una de las primeras artistas latinas que llenaron el Madison Square Garden y que se presentaron en el programa The Tonight Show, conducido en ese entonces por Johnny Carson.
El 24 de febrero de 1979 contrajo nupcias con Guillermo Diestel Pasquel, de quien quedó embarazada a los tres meses. Tuvo un conato de aborto a los cuatro meses de gestación y, por tal motivo, resolvió permanecer en Nueva York para ser monitoreada constantemente por los médicos estadounidenses y para recibir cuidados de su abuela. El 1 de marzo de 1980 nació su hija, Erika, quien presentó un problema en el corazón. La salud de Erika poco a poco fue mejorando y tres meses después de dar a luz, muy a su pesar y por presión de su representante, Manoella regresó a los escenarios. En 1982 volvió a tener un embarazo de alto riesgo y, a los seis meses, dio prematuramente a luz un varón, a quien llamó Guillermo y que falleció de un paro cardiorrespiratorio a los 60 días de nacido.
En 1985 grabó un disco titulado Manoella Torres '85, cuya portada mostraba un completo cambio de imagen: se cortó el cabello, se puso una camiseta de fútbol americano y posó de un modo sexy. A raíz de este cambio, le sobrevino una crisis profesional y personal. Decidió romper su relación laboral con Alfredo Marcelo Gil porque él era muy estricto y dominante y la mantenía sometida emocionalmente, lo que la había convertido en una mujer insegura y sin fuerza de voluntad. Paradójicamente, le agradece el éxito de su carrera a su exrepresentante y director artístico.
Manoella comenzó a sentir que nunca había sido independiente y que siempre la habían manipulado y tomó la decisión más importante de su vida al abandonar a su esposo debido al maltrato físico y psicológico de que fue víctima durante el tiempo que estuvieron casados. Tuvo que escoger entre su matrimonio y carrera o su vida. Cansada de las humillaciones y en su mejor momento, tanto de fama como de vida artística, decidió huir de México para ocultarse de su marido por temor a ser lastimada nuevamente. De esta manera, inició un autoexilio de tres años y medio. Estuvo radicando en Texas y en Florida y se mantuvo alejada de los reflectores, y dejó inconclusos sus compromisos y presentaciones profesionales.
Durante su exilio, realizó dos duetos con artistas latinos de los Estados Unidos. En 1986 grabó con Lissette el tema Hoy vine con ella, y en 1987 interpretó No me mires así, con Los Diablos, canción incluida en el álbum Celebración de dicho grupo y por el que fueron nominados al Grammy.
En 1988, después de obtener el divorcio, regresó a México para atar cabos sueltos y para grabar Quiero empezar a vivir, su decimoséptimo y último disco para Columbia Records. Sin embargo, no fue sino hasta 1990 cuando regresó definitivamente a los escenarios musicales con el álbum Aquí estoy, pero le fue difícil volver a colocarse en los primeros lugares de popularidad.
En 1993 presentó Renacer, disco realizado íntegramente con arreglos y dirección musical de Armando Manzanero y de cuya autoría son todos los temas, excepto Acaríciame, que se incluye en una nueva versión porque es uno de los favoritos del maestro. Este trabajo contiene las canciones Huele a peligro y No te he robado nada, que la chilena Myriam Hernández regrabó en 1998 y 2004, correspondientemente. Dicho álbum es muy apreciado tanto por Manoella como por sus seguidores y, al encontrarse descatalogado, se considera objeto de colección.

### Madurez artística
En su faceta como actriz, en 1974 compartió créditos con Vicente Fernández en la cinta El albañil, dirigida por José Estrada. Realizó dos fotonovelas: El eterno adiós, publicada en la revista Cita del 13 de mayo de 1974, y La edad del peligro, de la revista Fiesta del 28 de septiembre de 1977. Incursionó en teatro, al lado de Manolo Fábregas, con el papel principal de Mi bella dama, comedia musical con la que se inauguró el Teatro San Rafael de la Ciudad de México el 15 de mayo de 1977. Finalmente, hizo su debut en telenovelas con Velo de novia, producida por Juan Osorio para Televisa en 2003.
En 1997 obtuvo la medalla "Virginia Fábregas" que otorga la ANDA a sus agremiados con veinticinco años de trayectoria. Ese mismo año, con el apoyo de la compañía discográfica PolyGram, presentó una producción con una selecta colección de canciones escritas por algunas de las más grandes compositoras latinoamericanas de los últimos tiempos. Mujeres contiene temas conocidos y reconocidos internacionalmente como "Bésame mucho" de Consuelo Velázquez, "Mucho corazón" de Ema Elena Valdelamar, "Qué sabes tú" de Myrta Silva, "Compréndeme" de María Alma y "Alma mía" de María Grever.
En el 2000 fue homenajeada con la entrega de un reconocimiento y la inmortalización en bronce de las huellas de sus manos, mismas que fueron colocadas en el "Paseo de las luminarias", lugar donde se encuentran las huellas de grandes figuras del medio artístico mexicano y que emula al "Paseo de las estrellas" de Hollywood.
El 20 de octubre de 2001 recibió el premio "Arlequín", galardón que simboliza la creación y la libertad del artista y que se entrega a figuras del espectáculo, de la cultura y del arte en reconocimiento a su destacada labor durante su trayectoria.
El 11 de febrero de 2002 fue condecorada con la medalla "María Luisa Landín" por el trabajo que ha realizado en la música durante 30 años. Ese mismo año presentó Mi soledad, disco que, con una mezcla de ritmos románticos y caribeños, daba a conocer a una artista más madura y profunda. La producción corrió a cargo de Sonia Rivas y contó con la participación de la Orquesta Filarmónica de la UNAM (OFUNAM), el conjunto sinfónico más antiguo de la Ciudad de México.
En junio de 2004 salió a la venta Las canciones que siempre amé, álbum en el que rinde homenaje a grandes compositores e intérpretes como Alejandro Sanz, Armando Manzanero y Ricardo Montaner. El disco incluye "Corazón partío", "Estúpido", "Me va a extrañar" y otras diez canciones que la marcaron en diferentes etapas de su vida, pero interpretadas muy a su estilo.
Regresó a la televisión para participar con Lorena de la Garza en la segunda etapa del programa Cantando por un sueño, reality show de Televisa, que empezó en febrero de 2006. Este programa tenía por objetivo cumplir el sueño de uno de los ocho participantes del público, los cuales eran apoyados por un personaje famoso y por un cantante consagrado que hacía las veces de maestro. El equipo de Manoella salió a las cuatro semanas, pero el sueño de Daniel Nelson Ibarra se cumplió y su padre fue operado de la vista gracias al apoyo de sus compañeras de concurso.
El 5 de mayo de 2006 fue homenajeada por sus treinta y cuatro años de carrera artística en Acapulco, México. El homenaje dio inicio con la inauguración de la exposición fotográfica denominada "Manoella Torres al desnudo", la cual mostró diferentes etapas de su vida y de su trayectoria musical. Se exhibieron reportajes periodísticos y ejemplares de la infinidad de diplomas, medallas, premios, discos de oro y de platino y demás reconocimientos internacionales que tiene en su haber. Posteriormente, canceló (selló) un timbre postal conmemorativo emitido por el Servicio Postal Mexicano. También recibió el premio "La dama de la victoria", que otorga la Asociación de Críticos de Teatro y se develaron una obra pictórica y una escultura realizadas en su honor. Asimismo, se instituyó el premio "Manoella Torres", para lo cual estuvo presente la primera actriz Blanca Sánchez en representación de la Comisión de Honor y Justicia de la ANDA. Para finalizar, el Ayuntamiento Municipal de Acapulco le otorgó un reconocimiento especial para la ocasión.
A petición y sugerencia de Rodrigo de la Cadena, viajó a Ecuador en octubre de 2006 para participar en el "IV festival internacional de boleros de Guayaquil", engalanando las celebraciones culturales con canciones como "Sabor a mí" y "Poquita fe".
En febrero de 2007 se integró al elenco del programa Disco de oro, reality show de Televisión Azteca conducido por José Luis Rodríguez "El Puma" y María Inés Guerra. En un ambiente interactivo con los telespectadores, Manoella compitió con varios cantantes del pasado y obtuvo el tercer lugar.
El 27 de junio de 2007, durante una presentación de beneficencia en el "Paseo de las luminarias" de la Ciudad de México, recibió el galardón "Máxima luminaria" en virtud de sus 35 años de trayectoria musical. El 4 de octubre de ese mismo año fue galardonada como "Estrella del siglo" con el "Calendario azteca de oro", presea instituida por la Asociación Mexicana de Periodistas de Radio y Televisión (AMPRyT) para reconocer a lo mejor del talento y la cultura de México.
Manoella padece de hipotiroidismo y, desde muy joven, vivió obsesionada por el sobrepeso que podría llegar a tener. También sufrió de una fuerte depresión que, en algún momento, la orilló a pensar en el suicidio. No obstante, hoy en día, es una mujer plena que ha gozado de enormes triunfos y ha aprendido de los fracasos y que, por su público, "cantará hasta el último aplauso". Continúa presentándose a lo largo y ancho de todo México, alternando sus presentaciones personales con otros espectáculos como "Por amor" (junto a Arianna y Gualberto Castro) y no ha parado de lanzar nuevos discos al mercado, incluyendo en ellos nuevos temas así como nuevas versiones tanto de sus propios éxitos como de otros famosos intérpretes.

## Discografía
| Año de publicación | Título                                                   | Lista de canciones | Discográfica          |
| 1966               | Gloria Gil (Grabado bajo el nombre de Gloria Gil)        | 1. Dejaste de ser 2. En una flor 3. Viento de invierno 4. Mis novios 5. Tinta verde 6. Me he quedado sin tu amor 7. Mi camino y tú 8. La canción de las muchachas 9. Has querido olvidar 10. El último de los agentes secretos | RCA Camden            |
| 1969               | Dulce de coco (Grabado bajo el nombre de Gloria Gil)     | 1. Dulce de coco 2. Fue por ti 3. Yes, yes, pero goodbye 4. Corazón no llores 5. Llévate la llave 6. La coqueta 7. En mi viejo San Juan 8. Si no quieres 9. Yo te esperaré 10. Un amor como mi amor | Oro Records           |
| 1971               | Nació para cantar                                        | 1. Amor y más amor 2. Llorando por dentro 3. Ahora 4. El último verano 5. Amor baladí 6. Nunca me dejes 7. Ahora que soy libre 8. Nunca mi amor 9. Para siempre tú y yo 10. Voy a guardar mi lamento 11. Nos volvimos a encontrar | Columbia Records      |
| 1972               | Te voy a enseñar a querer                                | 1. Y Resulta que te quiero 2. La tierra mía 3. Sabor de alegría 4. Bésame otra vez (Juan Gabriel) 5. Con tu amor (Juan Gabriel) 6. La vida es nuestra 7. Como las violetas 8. Y llegó 9. Tengo miedo 10. Te voy a enseñar a querer 11. Pero qué bella es la vida | Columbia Records      |
| 1973               | Libre como gaviota                                       | 1. Libre como gaviota 2. Tú eres todo para mí 3. Yo por permitirlo 4. Ayúdame 5. Buenas noches Madrid 6. Quiéreme mucho 7. Solamente nuestro amor 8. No te buscaré (Juan Gabriel) 9. Cuando salga la luna 10. Hay amor 11. Para qué soñar | Columbia Records      |
| 1973               | Manoella y Gualberto... Tiempo de amar                   | 1. Tiempo de amar 2. Mi ciudad | Columbia Records      |
| 1974               | Yo seguiré cantando                                      | 1. Yo seguiré cantando 2. Te recordaré 3. Te deseo amor 4. Agradezco al mundo 5. Cuando te quiero besar 6. El valle y el volcán 7. Dime amor 8. Cada momento 9. Házme creer 10. Cuando vuelva a tu lado 11. Donde quieras tú | Columbia Records      |
| 1974               | Manoella y Gualberto... Peleas                           | 1. Peleas 2. Detalles | Columbia Records      |
| 1975               | Manoella                                                 | 1. El río 2. Errores y defectos 3. Tu recuerdo 4. Márchate 5. Tómame o déjame 6. Llévame contigo 7. Vete ya 8. Mi primer amor 9. Pecados nuevos 10. Poeta dónde estás 11. Cómo te amo | Columbia Records      |
| 1976               | Abrázame                                                 | 1. Abrázame 2. Si supieras 3. Al partir 4. Amado mío 5. Encontré algo en mi vida 6. Bésame mucho 7. Qué bello día 8. Él y yo 9. No te beso más 10. Déjame sola 11. Secretaria | Columbia Records      |
| 1977               | Acaríciame                                               | 1. Acaríciame 2. Mi felicidad 3. Cuando amanezca otra vez 4. Vivo de recuerdos 5. Flores marchitas 6. Mi primer beso 7. Sí o no 8. La corriente 9. Quién compra una canción 10. Buscando a quién amar 11. Dame un beso y dime adiós | Columbia Records      |
| 1978               | Abrígame en tu piel                                      | 1. Abrígame en tu piel 2. Tu bienvenida 3. Sembrador 4. Cuando te hayas ido 5. Lo hice por amor 6. Pantomima 7. Volver 8. Cuando entrego mi querer 9. Voy a escribirte un verso 10. Siempre más y más | Columbia Records      |
| 1979               | Que me perdone tu señora                                 | 1. Que me perdone tu señora 2. No sé cómo 3. Triste 4. No me quieres 5. Lo mismo da 6. Nuestro primer beso 7. La coqueta de Teresa 8. Qué alegría 9. Por nuestro amor 10. Quiero | Columbia Records      |
| 1979               | Se te fue viva la paloma                                 | 1. Se te fue viva la paloma 2. No me dejes esperando 3. Acabo de nacer 4. Sabes una cosa 5. Qué bonito amanecer 6. El gorrión y yo 7. Te juro que andas mal 8. Buenos días amor 9. Que todo vaya bien 10. Otra vez | Columbia Records      |
| 1980               | Ahora no, ahora sí quiero                                | 1. Ahora no 2. Mi corazón me pertenece 3. Me alejaré de ti 4. Te vas para tu casa 5. No hay amor 6. Ahora sí quiero 7. Engáñame 8. Gracias por amarme tanto 9. Alguien 10. Hoy que hace frío | Columbia Records      |
| 1981               | A la que vive contigo                                    | 1. A la que vive contigo 2. Para qué te vas 3. Señor 4. Cuándo vendrás 5. Sospecho 6. La mitad de mi vida 7. Como cualquier artista 8. Olvida 9. Otra vez amor 10. Lo de antes | Columbia Records      |
| 1982               | Herida de muerte                                         | 1. Mi canto eres tú 2. Bésame (Amor de contrabando) 3. Rutina 4. Igual que ayer 5. A ver qué siento 6. Herida de muerte 7. Sé de dónde vienes 8. Éxito seguro 9. Canciones de ayer 10. Ya te estoy extrañando | Columbia Records      |
| 1983               | Busca tu gaviota                                         | 1. Busca tu gaviota 2. Te amaré vida mía 3. Tú te lo pierdes 4. Cuatro primaveras 5. Soy Magdalena 6. Gorrión 7. No me dejes esperando 8. Adiós cariño 9. Vendrán palomas negras 10. Locuras tengo contigo | Columbia Records      |
| 1984               | Acéptame como soy                                        | 1. Acéptame como soy 2. Me siento sola 3. Qué te has creído 4. Una y otra vez 5. Fíjate que no 6. Yo daría la vida 7. Hoy lloré por ti 8. Demasiado tarde 9. Para qué te vas 10. Te hubiera conocido un poco antes | Columbia Records      |
| 1985               | Manoella Torres '85                                      | 1. Tú nunca me has querido 2. Yo no entiendo al amor 3. Tiempo perdido 4. Déjame 5. Te aprovechas de mí 6. Dónde estarás 7. Creer en ti 8. A mí ya no 9. Arráncate mi amor 10. Donde vaya | Columbia Records      |
| 1988               | Quiero empezar a vivir                                   | 1. Estás jugando de amante 2. Trátame bien 3. Llama del deseo 4. Me he enamorado de él 5. Ocúpame el corazón 6. Quiero empezar a vivir 7. Soy mujer 8. México sin ti 9. En la autopista 10. Todo en el amor | Columbia Records      |
| 1990               | Aquí estoy                                               | 1. Y qué querías tú 2. No me dejes sola 3. Súbito 4. Quiéreme ahora 5. Ay cupido 6. Mentiroso 7. Yo quiero con él 8. A tu merced 9. Qué calor 10. Mala suerte | Peerless Records      |
| 1991               | A plenitud                                               | 1. Poquito a poco 2. Noche azul 3. Una tonta de tantas 4. No me alcanza el tiempo 5. Soy toda una mujer 6. Cobarde 7. Suele pasar así 8. Enamórame otra vez 9. Nadie se muere de amor 10. Volver a comenzar | Peerless Records      |
| 1993               | Renacer                                                  | 1. Y por supuesto 2. Huele a peligro 3. El último verano 4. Me perdonas 5. A la que vive contigo 6. Un bolero 7. No te he robado nada 8. Cuando pienso en ti 9. Acaríciame 10. Yo sé que volverás | Peerless Records      |
| 1996               | Sensibilidad                                             | 1. Hazlo por mi corazón 2. Nunca lo sabré, nunca lo sabrás 3. Busca un amor 4. Infidelidad 5. Yo quiero ser igual que tú 6. He venido a pedirte perdón 7. Si quieres 8. Yo no nací para amar 9. Aunque te enamores 10. Tenías que ser tan cruel | Peerless Records      |
| 1997               | Mujeres                                                  | 1. Bésame mucho 2. Mucho corazón 3. Qué sabes tú 4. Mil besos 5. Compréndeme 6. El amor, cosa tan rara 7. Es demasiado tarde 8. Alma mía 9. Como tú 10. Así 11. Señora, señora, señora 12. Bésame y olvídame | PolyGram Records      |
| 1998               | Lo mejor de Juan Gabriel (Antología del mariachi vol. 4) | 1. No vale la pena 2. Solo sé que fue en marzo 3. El Noa Noa 4. Querido 5. Déjame Vivir (con Mauro Calderón) 6. Siempre en mi mente 7. No lastimes más 8. De mi enamórate 9. Buenos días señor sol 10. No me vuelvo a enamorar 11. Caray 12. Tú sigues siendo el mismo | PolyGram Records      |
| 1998               | Lo mejor de Agustín Lara (Antología del mariachi vol. 6) | 1. Pobre de mí 2. Farolito 3. Aquel amor (con Mauro Calderón) 4. Amor de mis amores 5. Limosna 6. Concha nácar | PolyGram Records      |
| 2000               | Te amo                                                   | 1. Te amo 2. Como las violetas 3. Tu amor 4. Acaríciame 5. Calla 6. El último verano 7. Si supieras 8. Abrázame y bésame 9. Que me perdone tu señora 10. Errores y defectos 11. Te voy a enseñar a querer 12. Valió la pena vivir 13. A la que vive contigo | IM Records            |
| 2000               | Interpreta canciones de Conchita Bulnes                  | 1. Baja California Sur 2. Enigma de amor 3. Cabo San Lucas 4. Si regresas a mí 5. California 6. Soñando te amaré 7. Vámonos para Los Cabos 8. Mi soledad 9. Etcétera, etcétera 10. Tus mentiras | IM Records            |
| 2001               | Javier Solís... De la tierra al cielo                    | 1. Esclavo y amo 2. Y... 3. En mi viejo San Juan 4. Si Dios me quita la vida 5. He sabido que te amaba 6. Me recordarás 7. Moliendo café 8. Échame a mí la culpa 9. Una limosna 10. Qué va 11. Sombras... Nada más 12. Adelante 13. Cenizas 14. La mentira (Se te olvida) | IM Records            |
| 2002               | Mi soledad                                               | 1. Mi soledad 2. Son corazón 3. Aquí te espero 4. Me voy a navegar 5. El rosario de mi vida 6. Libre como gaviota 7. Todo pasa 8. Tras de ti 9. Junto a mi almohada 10. Esperaré 11. Soñando estoy 12. Ahora que soy libre | IM Records            |
| 2004               | Las canciones que siempre amé                            | 1. La gata bajo la lluvia 2. Me va a extrañar 3. Corazón partío 4. Todo se derrumbó dentro de mí 5. Vives en mí 6. No hace falta 7. Amainará 8. Dormir contigo 9. Gracias a la vida 10. Estúpido 11. Te perdí 12. Y resulta que te quiero 13. Herida de muerte | IM Records            |
| 2006               | Homenaje a Los Panchos                                   | 1. Sin un Amor 2. Piel canela 3. Contigo 4. Mi último fracaso 5. Caminemos 6. Rayito de luna 7. Sin ti 8. Celosa 9. Sabor a mí 10. Fuego bajo tu piel 11. La múcura 12. No, no y no 13. No me quieras tanto 14. Los dos 15. Me voy pa'l pueblo 16. No, no y no (con Carlos Cuevas) | IM Records            |
| 2016               | Entera                                                   | 1. El último verano 2. Herida de muerte 3. A la que vive contigo 4. Hoy lloré por ti 5. Libre como gaviota 6. Popurrí (Huele a peligro; Vete ya; Y resulta que te quiero; Te hubiera conocido un poco antes) 7. Tómame o déjame 8. Someone like you 9. I will always love you 10. Tú nunca me has querido 11. Tenía tanto que darte 12. Si supieras 13. Que me perdone tu señora 14. Fíjate que no 15. Ahora que soy libre 16. Acaríciame 17. Te voy a enseñar a querer | Universal Music Group |